# مهندس ضبط وتحكم في الجودة
مهندس ضبط وتحكم في الجودة (بالإنجليزية: Quality control engineer)‏ (QC) هو مهندس يهتم بدراسة معايير وعمليات الجودة الخاصة بالمشاريع الهندسية وتطويرها، ومراقبة عملية التنفيذ وتحليلها.
بعيدًا عن هندسة البناء يقوم مهندس ضبط وتحكم في الجودة بالإشراف على المنتجات وجودتها وضبطها من خلال إجراء عدة تجارب واختبارها، وكتابة التقارير التي تتناول جودة السلع والمنتجات.
يتطرق عمل ضبط وتحكم في الجودة إلى مجالات متعددة تتعلق بهندسة التصنيع، مثل قطاع صناعة الأقمشة وقطاع صناعة السيارات ومختلف وسائل النقل، وإنتاج المعدات الصناعية المتنوعة.
يعمل مهندس ضبط وتحكم في الجودة على معاينة وفحص المواد الأولية والمواد الخام التي تدخل في صناعة المنتجات، ومعاينة الأنظمة الميكانيكية والإشراف على المنتج النهائي.

## الواجبات
مهام مهندس وضابط الجودة هي كما يلي
- تصميم معايير الجودة للمشروعات الهندسية، والإشراف على تنفيذها.
- إعداد تقارير عن أداء المشاريع والمراحل المهمة القادمة.
- مقارنة التقدم المخطط له في سير العمل مع التقدم الفعلي، وتحليل الثغرات وتوضيح المخاطر.
- تطوير أساليب وإجراءات العمل ومواكبة التطورات التقنية.
- إعداد الوثائق والتقارير المتخصصة بالمشروعات الهندسية ونسب تقدمها وعرضها وتوضيحها وحفظها في قاعدة البيانات الخاصة بها وفقاً للسياسات والإجراءات المعتمدة.
- يضمن أن جميع فقرات العمل يتم تنفيذها وفق الرسومات المعتمدة وطبقا لمواصفات البند بالعقد
- يتأكد من أن المواد المستخدمة قد تم أجراء الفحوصات والأختبارات المطلوبة عليها ومطابقتها للمواصفات والاعتمادات وهذا يعني أن يكون متواجدا في موقع العمل مادام العمل قائما .
- عمل جميع الاختبارات بالموقع وتوثيقها .
- تسليم الاعمال للاستشاري بعد استلامها من مهندس شركته والتأكد بان الأعمال تمت طبقا للرسومات والموصفات قبل تسليمها للأستشارى لعدم إهدار وقت المشروع
- ضبط جميع الورقيات بالمشروع من مراسلات بين المقاول والاستشارى وبين المقاول والمالك .
- التأكد من وصول الخطابات الى الاطراف المعنية
- التوثيق لجميع الاختبارت
- جميع الأوراق الخاصة بأعتماد المواد الموردة للمشروع ومطابقتها للاعتماد والتاكد من مصدر توريدها .
- متابعة وفحص عمليات التصنيع واختبار ومعاينة الأنظمة
- الإشراف على عمليات الإنتاج بكافة خطواتها.

- الإبلاغ عن المشاكل أو الأعطال في حال الوقوف عليها.

- فحص جميع السلع والمنتجات، فضلاً عن الأنظمة الكهربائية والخدمات المختلفة، مع تعيين معدل صلابتها وجودتها.